# Quintana de la Serena
Quintana de la Serena é um município da Espanha na comarca de La Serena, província de Badajoz, comunidade autónoma da Estremadura, de área 115,3 km². Em 2021 tinha 4 576 habitantes (densidade: 39,7 hab./km²).
Na localidade encantra-se o Museu do Granito.

## Demografia
| Variação demográfica do município entre 1991 e 2004 [carece de fontes?] | Variação demográfica do município entre 1991 e 2004 [carece de fontes?] | Variação demográfica do município entre 1991 e 2004 [carece de fontes?] | Variação demográfica do município entre 1991 e 2004 [carece de fontes?] |
| ----------------------------------------------------------------------- | ----------------------------------------------------------------------- | ----------------------------------------------------------------------- | ----------------------------------------------------------------------- |
| 1991                                                                    | 1996                                                                    | 2001                                                                    | 2004                                                                    |
| 5087                                                                    | 5405                                                                    | 5087                                                                    | 5223                                                                    |